# 오늘 같이 좋은 날
"오늘 같이 좋은 날"은 한국에서 제작된 한덕규 감독의 1991년 드라마, 멜로/로맨스 영화이다. 엄도일 등이 주연으로 출연하였고 김용돌 등이 제작에 참여하였다.

## 출연

### 주연
- 엄도일 : 동민 역
- 이진선 : 설애 역

### 조연
- 김지민 : 종우 역
- 이석구 : 형사 역
- 박동룡 : 돌팔이의사 역
- 서창숙 : 여인 역
- 박용팔 : 일본인 역
- 나갑성 : 부하 1 역
- 최근제 : 부하 2 역
- 문미봉 : 어머니 역
- 박부양 : 형 역
- 조학자 : 식당주인 역
- 서평석 : 소매치기 역

## 기타
- 조명: 손달호